# 石井重次
石井 重次（いしい しげつぐ）は、戦国時代から江戸時代初期にかけての武将。肥前国の戦国大名龍造寺氏および佐賀藩主鍋島氏の重臣。藩政時代初期に肥前国蓮池城の城代をつとめた。佐賀藩独礼石井伊予守家3代当主。
通称は孫左衛門尉。佐賀藩初代藩主鍋島勝茂の再従兄弟にあたり、岳父にあたる石井蔵人の跡を受けて、石井氏の惣領となった。

## 来歴
肥前国佐嘉郡飯盛城主や、龍造寺隆信の家老をつとめた石井肥後守忠時の嫡男として誕生した。母は石井石見守忠次の娘である。
佐賀藩初代藩主鍋島勝茂は再従弟、佐賀藩家老鍋島主水佑茂里（鍋島主水家初代）・鍋島安芸守茂賢（深堀鍋島家初代）兄弟は従弟である。
天正12年（1584年）沖田畷の戦いにおいて、石井嫡男家（和泉守家、宗家）の当主石井大膳亮信易とその弟四郎左衛門信忠が戦死し、家勢が衰えたが、分家伊予守家の忠時・重次父子が活躍し、一族を盛り立てた。
慶長5年（1600年）、関ヶ原の戦いの後、鍋島直茂の意向により、蓮池城本丸城代となり、一族の石井壱岐守茂利（小曲出城番）、石井修理亮茂成（蒲田江出城番）、石井五郎右衛門尉正国（駕輿丁出城番）とともに、城の守備についた。
重次の死後、元和元年（1620年）、徳川幕府により、一国一城令が発布され、蓮池城が破却されるまで、石井氏による蓮池城支配は続いた。
正室は石井四男家（駿河守家）の石井蔵人の娘。嫡男の源右衛門定吉（宗源入道）は、一族の勲功を後世に伝えるために、『石井一門御奉公次第書』（『石井源右衛門入道五十一ヶ条』）を著した。子孫は佐賀藩独礼の家格で遇され、家禄375石を食み、幕末まで続いた。